# Kazuaki Hayashi
Kazuaki Hayashi (japanisch 林 一章 Hayashi Kazuaki; * 29. Juli 1976 in der Präfektur Mie) ist ein ehemaliger japanischer Fußballspieler.

## Karriere
Hayashi erlernte das Fußballspielen in der Schulmannschaft der Tsu Nishi High School und der Universitätsmannschaft der Chūō-Universität. Seinen ersten Vertrag unterschrieb er 1999 bei den FC Tokyo. 1999 wurde er mit dem Verein Vizemeister der J2 League. Der Verein spielte in der zweithöchsten Liga des Landes, der J2 League. 2000 wechselte er zum Ligakonkurrenten Mito HollyHock.